# Federico Ágreda
Federico Augusto Ágreda Álvarez (22 de octubre de 1985), más conocido como Zardonic, es un sintetista, DJ, compositor y productor venezolano destacado por su carrera como artista de música electrónica y metal, nombrado el mejor DJ de Venezuela, y una de las 10 mejores máscaras de DJ del mundo. Sus producciones han alcanzado el primer puesto en las listas de Drum & Bass y Hardcore en Beatport y en las listas de Hard Rock & Metal en Amazon.
Sus presentaciones en vivo han encabezado carteles en 32 países, desde su país natal Venezuela hasta Estados Unidos, Portugal, España, Francia, Bélgica, Suiza, Alemania, Polonia, Holanda, Austria, República Checa, Eslovaquia, Italia, Hungría, Rumania, Bulgaria, Estonia, Rusia, Sri Lanka, Japón, Colombia, Ecuador, Brasil, Argentina, Chile, Panamá, Costa Rica, Honduras, El Salvador, Guatemala y México.
Zardonic es el primer músico Latinoamericano en aparecer como personaje jugable en un videojuego, tras debutar en Warlocks Vs Shadows desarrollado por la empresa polaca One More Level.

## Biografía

### Primeros años (2004-2005)
Los primeros temas como Zardonic fueron compuestos en el 2004 y 2005, respectivamente los álbumes Subsonic Stigmata y Red Phasing, editados a través de VeNet Music Development, una netdisquera encargada de publicar la Mayoría de sus primeros trabajos. Este mismo año, su remezcla del tema Gutless de la banda Impaled fue lanzado a través del sitio web de la banda.

### Primeros eventos internacionales y lanzamientos a escala mundial (2006-2008)
En el 2006, los primeros temas en acetato se editan a través de la disquera californiana Death Brigade Records, convirtiéndose en el primer productor venezolano de Drum & Bass en lanzar un sencillo en una firma internacional. Poco después funda Zardonic Recordings, una netdisquera independiente de Drum & Bass. Su remezcla del tema Stabwound Orgasm de Avulsed fue incluida en el disco compilado Reanimations y un remix de Procreating Satan de Gorgoroth fue publicado a través del sitio web de la banda.
En el 2007 es contratado para su primer evento internacional en México el 19 de mayo. Meses después AK1200, pionero de la escena norteamericana del Drum & Bass, seleccionó el tema Moonlight Ceremony de Zardonic para su disco compilado Weapons of Tomorrow. Poco después, sus temas comenzaron a sonar en sesiones de artistas internacionales como Dieselboy, Pendulum y John B.
En diciembre, aparece como Zardonic y como Klipp en el compilado Venezuela Electrónica Vol. 3, patrocinado por la empresa venezolana de telecomunicaciones Digitel y Motorola, vendiendo el nuevo modelo MOTOROKR EM30 con una tarjeta microSD incluyendo todos los temas del compilado.

### Policía, Human Imprint, gira europea (2009-2011)
El 2009 marcó el lanzamiento del tema Policía, con la voz de James Messinian, a través de la disquera norteamericana Cymbalism Recordings, convirtiéndose en su primer hit mundial en las pistas de baile, tocado incluso por trotamundos como Andy C y DJ Hype. Poco después, Big Riddim Recordings edita su remezcla del clásico de AK1200 Junior's Tune. Para este año, es contratado por Dieselboy para diseñar el audio del video introductorio del décimo aniversario del colectivo Planet of the Drums. En una entrevista a Dieselboy el 8 de mayo, Zardonic fue citado como uno de los cinco artistas relevantes del Drum & Bass del momento.
En el 2010, Zardonic hace su primera gira europea compilando un total de 12 eventos en España, Austria, Rumania y Bulgaria. Poco después, su sesión de estudio Retaliation se edita en el sitio web Dogsonacid.com junto a una detallada entrevista. El primer lanzamiento en Human Imprint ocurre este año, titulado South Of Human. Luego de esto, encabeza dos eventos de la franquicia Therapy Sessions en Ecuador y Argentina, así como otros eventos en Colombia y Venezuela. Para finales de diciembre, funda Saturnoculto Records, disquera hermana de Zardonic Recordings.
En el 2011, Dieselboy incluyó tres temas de Zardonic en su sesión de estudio Unleashed. Semanas después, su lanzamiento "The Last Invocation" fue escogido en el chart de Beatport 10 Must Hear Drum & Bass Tracks - Week 17.
Su tema "Scream!" fue escogido como parte del paquete One For The Weekend - 15th Julio 2011 - 50 Of The Biggest Recommendations For Your Mix de Trackitdown.Net, junto a temas de artistas como Paul Oakenfold, Lazy Rich, Darth & Vader, Teebee, Scott Brown, y muchos más. Luego, la red social VampireFreaks.com lanza un compilado gratuito con un total de 36 rarezas de artistas que incluían a KMFDM, Suicide Commando y Left Spine Down, así como el remix de Zardonic del tema Ready Or Not por esta última.

### Vulgar Display Of BassyRevolution(2012)
En el 2012, Zardonic anunció el lanzamiento de un disco de colaboraciones titulado Vulgar Display Of Bass, que en el primer mes se posicionó en el primer puesto de los discos más vendidos de Drum & Bass en Beatport. Como video promocional del tema Revolution, incluido en el disco, se convocó a los fanáticos para que enviaran videos aficionados mostrando la bandera de sus países. Un total de 45 banderas de todo el mundo se manifestaron en el video y seguido de su lanzamiento se celebraron 11 eventos en Portugal, España, Alemania, República Checa, Eslovaquia y Rusia, así como una gira Latinoamericana que cubrió 26 ciudades en Venezuela, Brasil, Argentina, Chile, Colombia, Ecuador, Panamá, Costa Rica, Honduras y Guatemala, además del evento Halloween Revolution en Japón.
El artista también reveló un nuevo set de fotografías utilizando una máscara basada en el logo de Zardonic, como parte de su espectáculo que mostraría en el concierto de Dimmu Borgir en Caracas como telonero de la banda. Cuatro de sus nuevos temas fueron incluidos nuevamente en la sesión de Dieselboy titulada Wake The Dead y un nuevo tema en colaboración con el dúo londinense Bare Noize fue incluido en un disco compilado a editarse el 13 de marzo a través de OWSLA, disquera liderada por el tres veces ganador de grammys Skrillex. Para finales de año, fue nombrado el segundo artista Venezolano de música electrónica con mayor proyección internacional, según el eZine Cultura Electrónica.

### Far Beyond Bass - The Vulgar Remixes(2013)
Un álbum de remixes del original Vulgar Display Of Bass fue lanzado el 17 de junio, incluyendo un total de 12 remezclas por Eye-D, Counterstrike, ANiMAL-MUSiC, Raptus, Neonlight, Black Sun Empire, State Of Mind, Angel, Gancher & Ruin, C-Netik & Fragz, Hectic Mau, Delta 9, Fiend y Hecq. Nuevos eventos fueron celebrados en Bélgica, Austria, México, Guatemala y El Salvador; seguido del anuncio del Europa Beyond Bass Tour 2013 con 19 paradas en Portugal, Francia, Suiza, Austria, República Checa, Italia y Rusia.

### For Justicey Décimo Aniversario (2014)
Celebrando su 10.º Aniversario, un mix exclusivo fue lanzado por el sitio web YourEDM.com junto a una detallada entrevista.
El 25 de marzo, su remix del tema principal del juego Strike Suit Zero para XBOX / PS4, con la colaboración de la estrella japonesa KOKIA, fue editado como parte de un compilado de remezclas de la banda sonora del videojuego, originalmente producida por el galardonado compositor Paul Ruskay.
El 13 de mayo, Zardonic se une a la familia de usuarios de FL Studio y es patrocinado por Image-Line.
Firma un contrato exclusivo con eOne Music para el nuevo sencillo "For Justice", editado en diciembre y estrenado internacionalmente en el show de la estrella porno Amber Lynn en LA Talk Radio, durante un show que tenía de invitado a Ron Jeremy.

### Bring It On, Gira Europea,Warlocks vs Shadows(2015)
Su sencillo Bring It On aparece como el tema principal del show World Series Of Fighting en NBC y es editado posteriormente también por eOne Music.
Entre Abril y julio celebra una gira de 20 paradas en Portugal, Holanda, Francia, España, Italia, Eslovaquia, Hungría, República Checa, Estonia, Polonia y Rumania. Como resultado de una colaboración con la empresa polaca One More Level, Zardonic aparecería como personaje jugable en el videojuego Warlocks vs Shadows para el cual diseñó sus propios sonidos y contribuyó con los temas Kickass y Sideshow Symphony del disco Vulgar Display Of Bass.

## Discografía

### Zardonic
- Become Album (2018) - eOne Music
- Antihero Album (2015) - eOne Music
- Superstars Album (2023) - MNRK Music
- Bring It On Single (2015) - eOne Music
- For Justice Single EP (2014) - eOne Music
- Restless Remixes EP (2013) - JST Records
- Far Beyond Bass - The Vulgar Remixes Album (2013) - Big Riddim
- Vulgar Display Of Bass Album (2012) - Big Riddim
- VV AA - OWSLA Presents: Free Treats Vol. 2 Compilado (2012) - OWSLA
  - Incluye el track 'Kill The Silence' junto a Bare Noize
- ZARDONIC & HEDJ - Subliminal / Paranoia (Remix) Single (2012) - Assimilate
- JOANNA SYZE - Rodina CD (2011) - Ohm Resistance
  - Producción de 4 temas para el disco debut de la artista
- The End Of Days EP (2011) - Human Imprint
- El Sistema EP (2011) - Culture Assault
- Biohazard (con Davip) / Scream! (con Gancher y Jae Kennedy) Single (2011) - Big Riddim Recordings
- The Last Invocation (con Susiah) / Reptile (con Dextems) Single (2011) - Subsonik Sound
- COUNTERSTRIKE & ZARDONIC - When Worlds Collide / Mindfuck (2011) - PRSPCT
- Ten Commandments (con Replicator) Single (2010) - Internet Recordings
- South Of Human EP (2010) - Human Imprint
- Lovecraft Machine EP (2010) - Zardonic Recordings
- BRANDON MILES & TRICKY PAT FT. ZARDONIC - In Your Veins EP (2010) - Order In Kaos
- PSIDREAM - Tech 9 Remixes EP (2010) - Onset Audio
  - Incluye una remezcla del tema "Tech 9"
- BASIC OPERATIONS - White (Zardonic Remix) Single (2010) - Freak MP3 Exclusive
- PROLIFIC - Big Business (Raiden Remix) / Renaissance Rap (Zardonic Remix) Single 12" (2010) - Foul Play Records
- COUNTERSTRIKE - Collaboration Part 2 12" EP (2010) - Counterstrike Recordings
  - Incluye el tema "The Condemned" con Counterstrike
- My Prey (con Syze) / Frozen Pathways VIP Single (2010) - Subsonik Sound
- Dreams (con Syze) / Dead Miracles Single (2010) - Onset Audio
- BROKEN NOTE / ZARDONIC - Venom / Fucking Up The Program (ft. BRAINPAIN) Single 12" (2010) - Mindsaw
- VV AA - Skullstep Agenda Vol. 1 Compilado (2009) - Zardonic Recordings
  - Incluye el tema "Suffering And Pain" con Forbidden Society
- AK1200 - Juniors Tune (Zardonic Remix) / Juniors Tune (Digital Remix) Single 12" (2009) - Big Riddim
- ZARDONIC / HEDJ - Subliminal / Paranoia (Remix) Single 12" (2009) - Assimilate
- BRAINFUZZ / ZARDONIC - Incidence / The Law Single 12" (2009) - Melting Pot
- Stop The Suffering (con Alcrani) / Alerte Rouge (con Peter Kurten) EP (2009) - Melting Pot Digital
- VV AA - Rare Grooves Vol. 2 Compilado (2009) - Zardonic Recordings
  - Incluye el tema "Editing Nature" con Jorge Boscán
- ANTICHRISTUS - The Antichrist LP Sampler (2009) - Independenza
  - Incluye una remezcla del tema "The Butched"
- Policía (con James Messinian) / Fresh Meat (2009) - Cymbalism
- Those Who Know The Truth EP - Zardonic Recordings
- Zeichen (con Mocks) Single (2009) - HMSU.org
- VV AA - Venezuela Electrónica Vol. 3 Compilado (2008) - Fusible
  - Incluye el tema "Light Divine"
- THE BOMBS OF ENDURING FREEDOM - The Bombs Of Enduring Freedom CD (2008) - Death To Music
  - Incluye remezcla del tema "The Rapture"
- VOODOO VELKRO - The Ultimate Sound Conspiracy Compilado de Remezclas (2008) - World Empire
  - Incluye remezclas de los temas "Hydra" y "Black Magic Techno"
- VV AA - Sonic Assault v1.0 Compilado (2008) - Subversion Industrial
  - Incluye el tema "Maximum Compression" con Nukage
- THE BERZERKER - The Reawakening (Edición Digipak) (2008) - Berzerker Industries
  - Incluye remezcla del tema "Caught In The Crossfire"
- VV AA - Rare Grooves Vol. 1 Compilado (2008) - Zardonic Recordings
  - Incluye el tema "White Walls"
- VV AA - Fuck Em All Vol. 2 Compilado (2008) - Death To Music / Industrialized Metal
  - Incluye el tema "Chaotic Serenity"
- HELLTRASH - A Digital Fist (2008) - Independiente
  - Incluye remezclas de los temas "Cyber Messiah" y "I Am The Enemy"
- BRUNO BELLUOMINI - Dubstep Goes South Mixtape (2008)- XLR8R
  - Incluye el tema Dead Miracles
- CUNTWORM - Dissecting The Everlasting Compilado de Remezclas (2008) - Synthetic Void
  - Incluye remezcla del tema "The Flesh Harvest"
- MICROTERRORIZUM - The Legendary EP (2008) - Zardonic Recordings
- Halfbeaten / Nightcrawler EP (2008) - Suicide Dub
- Relentless Beating Single (2008) - T-Free
- Zen (con Claw) Single (2008) - Cussproof
- Chaotic Serenity EP (2008) - Death To Music
- Bloodforged EP (2008) - Mindsaw Digital
- Shrapnel Of Fear Single (2008) - Mindsaw Digital
- ADROIT - Subject KRK / Subject KRK (Zardonic Remix) Single (2008) - Zardonic Recordings
- Ashtray Single (2008) - Suicide Dub
- Neurotica (con Identity) / Natural Born Killers (con Malsum) EP (2008) - Zardonic Recordings
- Acid Industries / Reliquia / Braindrainer EP (2008) - T-Free
- DENIS KARIMANI - Agitatio (Zardonic Remix) Single (2008) - Re:Gen
- Solaris Single (2008) - Foul Play
- HELLTRASH - Enemy EPidemic EP (2007) - Independiente
  - Incluye remezcla del tema "I Am The Enemy"
- HELLTRASH - Cannibullshit EP (2007) - Independiente
  - Incluye remezcla del tema "Cyber Messiah"
- EPITAFIO - Dying Out (2007) - Independiente
  - Incluye remezcla del tema "World Damnation", bajo el título "Satanic Diabolical Dispositions"
- SWITCH TECHNIQUE - Bare Remixes Of Inner Order (2007) - Zardonic Recordings
  - Incluye remezcla del tema "Inner Order"
- AK1200 - Weapons Of Tomorrow CD Mix (2007) - Moist Music
  - Incluye el tema "Moonlight Ceremony"
- GORYPTIC - From Blast To Collapse (2007) - Independiente
  - Incluye remezcla del tema "Malformed Pig Fetus"
- _HELIOS.EXE - Besando El Tiempo Compilado de Remezclas (2007) - Fan Zinatra
  - Incluye remezcla del tema "Kissing Time", bajo el título "Haciendo Nervioso El Tiempo"
- ELYZIUM - Elyzium EP (2007) - Independiente
  - Incluye remezcla del tema "Thin Thread"
- House Of Sorrow / Moonlight Ceremony EP (2007) - Technorganic
- Seizure Of Iniquity Single (2007) - Future Sickness Digital
- AVULSED - Reanimations Compilado (2006) - Xtreem Music
  - Incluye remezcla del tema "Stabwound Orgasm"
- Her Lust For Blood / Scourge EP (2006) - Death Brigade
- P739 - Surrounded By Evil (Zardonic Remix) Single (2006) - Zardonic Recordings
- Driveburner Single (2006) - T-Free
- Inherit Single (2006) - Flexible

### Sol Nocturno
- VV AA - Melomaniac Metal Compilation Vol. 5 (2011) - Melomaniac Metalmedia Records
  - Incluye el tema "Óbito de Estaciones"
- Caos Cósmico (2010) - Saturnoculto Records

### Gorepriest
- Thanatologica (Edición Gratuita) (2010) - Saturnoculto Records
- Thanatologica (2004) - Independiente
- Perpetual Horizons (2004) - VeNet Music Development
- Melomaniac Metal Compilation Vol. 3 Compilado (2004) - Melomaniac Metalmedia Records
  - Incluye el tema "Immune Creation Obscene"
- Rotten World CD Compilation Vol. 2: Living In A Rotten World Compilado (2003) - Rotten World Productions
  - Incluye el tema "The Plenilunium Empire"
- War Against Humanity: The Armageddon Chronicles (2003) - Melomaniac Metalmedia Records
- Beneath Eternal Oceans Of Melancholy Demo (2002) - Independiente

### Triangular Ascension
- VV AA - Chenrezig (2011) - Kalpamantra
  - Incluye el tema "A Morbid Planet"
- Leviathan Device (2011) - Cyclic Law
- VV AA - Rare Grooves Vol. 3 (2011) - Zardonic Recordings
  - Incluye el tema "The Earth Shrine (Zardonic Edit)"
- Sexta Repvblica (2011) - Saturnoculto Records
- Nibirusalem (2010) - Saturnoculto Records
- Microcosmogenesis (2009) - Fan Zinatra
- The Great Elemental (2009) - No Editado

### Intimus Universum
- White Landscapes Of Darkness (2008) - Synthetic Void Releases
- Astral Chambers Pt. 2: Beyond The Astral Abyss (2004) - VeNet Music Development
- Soulnatomy (2003) - VeNet Music Development
- Astral Chambers (2002) - VeNet Music Development

### Blackholepit
- Portals (2008) - Death To Music

### Klipp
- MOREON & KLIPP, MATIAS MUTEN - Burger EP (2009) - Inverzo
- VV AA - Venezuela Electrónica Vol. 3 Compilado (2008) - Fusible
  - Incluye el tema "Trasero Religioso"
- VV AA - Masters del uRoniverso Compilado (2008) - Soundworks
  - Incluye el tema "Ad Zircon"
- MOREON & KLIPP, LEO FERNANDEZ - Dressing Federico EP (2008) - Inverzo
- MOREON & KLIPP - Vajcieh EP (2007) - In Progresso

### Otros Trabajos
- DOWN JONES (2010)
  - Mezcla y Masterización del álbum homónimo a editarse en Foul Play Records
- PLANET OF THE DRUMS (2009)
  - Composición de tema introductorio para gira POTD 2009, del colectivo conformado por AK1200, Dara, Dieselboy y Messinian
- BOONK - Sugar Freckles EP (2008) - Independiente
  - Mezcla y Masterización
- SERPENT CHRIST (2008)
  - Composición de tema introductorio para presentaciones en vivo
- KRUEGER - Psicopathias Sexualis CD (2007) - Melomaniac Metalmedia Records
  - Composición del tema introductorio del disco
- VERMINOUS (2007)
  - Composición de tema introductorio para presentaciones en vivo
- VERMINOUS - Gusanos En El Puerto CD (2004) - Melomaniac Metalmedia Records
- TERROR MACHINE (2007)
  - Composición de tema introductorio EP Promocional
  - Composición del tema introductorio del disco
- CHUNKTRADE - Chunktrade Demo (2003) - Independiente
  - Participación como teclista, vocalista, secuenciador de baterías e ingeniero de mezcla
- DARGOTHAR - Sorthinth: The Battle For Argoth Demo (2003) - Independiente
  - Participación como compositor, vocalista y secuenciador de baterías